# 糙頭鋸鱗魚
糙頭鋸鱗魚為輻鰭魚綱金眼鯛目金鱗魚亞目金鱗魚科的其中一種，分布於西太平洋區，包括印尼、菲律賓、巴布亞紐幾內亞、索羅門群島等海域，棲息深度3-34公尺，體長可達20公分，棲息在礁石區，成小群活動。

## 擴展閱讀
維基物種上的相關：糙頭鋸鱗魚